# 中田篤郎
中田 篤郎（なかた とくろう、1884年（明治17年）2月12日 - 1952年（昭和27年）12月4日）は、日本の法医学者。兵庫県出身。大阪府立高等医学校（現大阪大学医学部）卒業。

## 経歴
大阪府立高等医学校卒業後、ヨーロッパへ留学。その後、1920年（大正9年）に大阪医科大学教授に就任。1927年には小笛事件の法医鑑定を担当した。1943年（昭和18年）に旧制徳島医学専門学校（現徳島大学）校長に就任。1949年（昭和24年）に初代徳島大学学長に就任。

## 著書
- 佐谷有吉 編「法医学と科学的犯人捜査法」『歯科及薬理学』近代社〈最新家庭医学 第10巻〉、1928年11月。 NCID BA50038563。
- 『中田新法医学』南山堂、1941年9月。 NCID BA58884301。NDLJP:1071028。